# Avibrissina brevipalpis
Avibrissina brevipalpis là một loài ruồi trong họ Tachinidae.